# 荒川区役所
荒川区役所（あらかわくやくしょ）は、特別地方公共団体（特別区）である荒川区の役所、およびその組織が入る施設である。

## アクセス
- JR山手線・京浜東北線・常磐線
- 京成電鉄本線
  - 日暮里駅より都営バス里22で『荒川区役所前』で下車。
- 東京メトロ千代田線
- 京成電鉄本線
- JR常磐線
  - 三河島駅より徒歩10分
- 東京メトロ日比谷線
  - 三ノ輪駅より徒歩15分
- 東京都交通局都電荒川線
  - 荒川区役所前停留場より徒歩4分